# Rolls-Royce 103EX
Der Rolls-Royce 103EX, der gleichermaßen auch den Namen Vision Next 100 trägt, ist das jüngste Konzeptfahrzeug der Rolls-Royce Motor Cars Ltd. Damit möchte Rolls-Royce einen Ausblick ins Jahr 2040 geben. 
Das Fahrzeug stellt eine starke Abkehr vom bisher üblichen Antriebskonzept dar: Bislang (Januar 2022) wird jeder in Serie produzierte Rolls-Royce von einem V12-Verbrennungsmotor betrieben. Der 103EX setzt hingegen auf einen Elektroantrieb, da Rolls-Royce davon ausgeht, dass es 2040 keine V12-Verbrennungsmotoren mehr geben werde. Bereits in der Studie 102EX setzte Rolls-Royce auf Elektromotoren anstelle eines Verbrenners. Der Wagen verfügt ferner über kein Lenkrad, sondern fährt vollkommen autonom.
Er bietet auf einer Sitzbank zwei Personen Platz, die mittels einer Kombination aus einem flügeltürartig nach oben öffnendem Glasdach und einer konventionellen Tür Einstieg erhalten. Die „Armaturentafel“ besteht aus einem großen Display und einer Rolls-Royce-Uhr. Vor den Passagieren befindet sich ein Laderaum, in dem zwei maßgefertigte Koffer Raum finden. Zur leichteren Be- und Entladung ist der Ladeboden elektrisch ausfahrbar.
Das futuristische Design ist besonders aerodynamisch, ohne dabei die Markenidentität aufzugeben. Die Größe entspricht etwa der des großen Serienmodells, des Phantom. Die mit 28″ enorm großen Räder sind teilverkleidet. Die Scheinwerfer sind in Laserlicht-Technologie ausgeführt, die Karosserie teils aus Carbon. Die Kühlerfigur Spirit of Ecstasy ist aus Glas gefertigt und kann beleuchtet werden. Dieses Feature findet sich bereits in den Serienmodellen wieder, jedoch ist die Figur dort aus Makrolon gefertigt.
Das Fahrzeug war vom 18. bis 26. Juni 2016 im Roundhouse London erstmals öffentlich zu sehen.

## Namensgebung
Rolls-Royce ist inzwischen dazu übergegangen, die Concept-Cars chronologisch beginnend mit Rolls-Royce 100 EX zu benennen. Abweichend von dieser Nummerierung trägt dieser Wagen den zweiten Namen Vision Next 100.